# Asceptrulum
Asceptrulum is een geslacht van sponsdieren uit de klasse van de Hexactinellida.

## Soort
- Asceptrulum axialis Duplessis & Reiswig, 2004